# Nghi Quang
Nghi Quang là một xã thuộc huyện Nghi Lộc, tỉnh Nghệ An, Việt Nam.
Xã có diện tích 8,92 km², dân số năm 1999 là 5.163 người, mật độ dân số đạt 579 người/km².